# Michael Zimmermann (Historiker)
Michael Zimmermann (* 17. November 1951 in Mülheim an der Ruhr; † 20. Januar 2007 in Essen) war ein deutscher Historiker, der durch zahlreiche Veröffentlichungen vor allem zum Porajmos, der Verfolgung von Roma als Zigeuner im Nationalsozialismus, hervorgetreten ist. 

## Leben und Wirken
Er machte sein Abitur am Staatlichen Gymnasium in Mülheim an der Ruhr und studierte 1970–77 Geschichte, Sozialwissenschaften und Latinistik.
In der ersten Hälfte der 1990er Jahre gehörte Zimmermann mehreren Kommissionen an: So der Kommission „Sinti und Roma“ der EKD, den Kommissionen zur Neugestaltung der KZ-Gedenkstätte Neuengamme und der KZ-Gedenkstätten in Brandenburg sowie der Frankfurter Konzeptions-Kommission für das Fritz-Bauer-Institut. 2001 gehörte er zu den Gründern des Arbeitskreises „Sinti und Roma“ des Fritz Bauer Instituts. Seit 2000 war Zimmermann Mitglied des Beirats des Jüdischen Museums Westfalen in Dorsten.
Von 1986 bis 1994 arbeitete Zimmermann als Historiker an der Alten Synagoge Essen. Er war seit 2000 Privatdozent für Neuere und Neueste Geschichte an der Ruhr-Universität Bochum. Zudem nahm Zimmermann Gastprofessuren an der Central European University Budapest (Sommer 2003) und am Institut für Zeitgeschichte der Universität Wien (2003/2004) wahr.
Zimmermann war Mitherausgeber der Zeitschriften Romani Studies (vormals: Journal of the Gypsy Lore Society) und WerkstattGeschichte. Er starb an Krebs. Zimmermanns Nachlass wird im Archiv des Fritz Bauer Instituts in Frankfurt am Main aufbewahrt.

## Schriften (Auswahl)
- zusammen mit Joseph C. Rossaint: Widerstand gegen den Nazismus in Oberhausen. Röderberg-Verlag, Frankfurt am Main 1983.
- Schachtanlage und Zechenkolonie. Leben, Arbeit und Politik in einer Arbeitersiedlung 1880 bis 1980. Klartext, Essen 1987
- Verfolgt, vertrieben, vernichtet. Die nationalsozialistische Vernichtungspolitik gegen Sinti und Roma. Klartext, Essen 1989
- Text: Stationen jüdischen Lebens: Von der Emanzipation bis zur Gegenwart. Katalogbuch zur Ausstellung „Stationen Jüdischen Lebens“ in der Alten Synagoge Essen. Dietz, Bonn 1990, ISBN 3-8012-0150-3.
- mit Claudia Konieczek (Red.): Jüdisches Leben in Essen, 1800–1933 (= Studienreihe der Alten Synagoge. Band 1). Klartext, Essen 1993, ISBN 3-88474-051-2
- Rassenutopie und Genozid. Die nationalsozialistische „Lösung der Zigeunerfrage“. Hamburg 1996 (Habil. Jena 1995)
- Zigeunerbilder und Zigeunerpolitik in Deutschland: Eine Übersicht über neuere historische Studien, in: WerkstattGeschichte. H. 25 (Mai 2000), S. 35–58
- mit Yvonne Rieker: Historie und Hässlichkeit. Betrachtung zur Ästhetik des Ruhrgebiets. Mit Fotografien von Joachim Schumacher. Klartext, Essen 2007
- Hrsg.: Zwischen Erziehung und Vernichtung. Zigeunerpolitik und Zigeunerforschung im Europa des 20. Jahrhunderts (= Beiträge zur Geschichte der Deutschen Forschungsgemeinschaft. Bd. 3). Stuttgart 2007 (Rezension dazu von Ulrich Opfermann. H-Soz-u-Kult, H-Net Reviews. Februar 2009)